# Cyclopsinella
Cyclopsinella es un género de foraminífero bentónico de la subfamilia Cyclopsinellinae, de la familia Cyclolinidae, de la superfamilia Cyclolinoidea, del suborden Cyclolinina y del orden Loftusiida. Su especie tipo es Cyclopsina steinmanni. Su rango cronoestratigráfico abarca desde el Cenomaniense hasta el Santoniense (Cretácico superior).

## Discusión
Clasificaciones previas incluían Cyclopsinella en el suborden Textulariina y en el orden Textulariida.

## Clasificación
Cyclopsinella incluye a las siguientes especies:
- Cyclopsinella neumannae †
- Cyclopsinella steinmanni †